# غلوري
غلوري هي شركة مروجة لرياضة الكيك بوكسينغ يقع مقرها الرئيسي في سنغافورة.تعتبر أكبر شركة ترويج للكيك بوكسينغ في العالم وتضم بعضًا من أفضل المقاتلين في الرياضة في قائمتها.لدى الشركة مكاتب أيضاً في الولايات المتحدة وهولندا.تأسست الشركة في 2012.